# Careproctus mederi
Careproctus mederi är en fiskart som beskrevs av Schmidt, 1916. Careproctus mederi ingår i släktet Careproctus och familjen Liparidae. IUCN kategoriserar arten globalt som otillräckligt studerad. Inga underarter finns listade.